# Storia del giornalismo
La storia del giornalismo è la disciplina che studia l'evoluzione dei modi, dei metodi e dei canali di diffusione della notizia attraverso lo sviluppo diacronico dell'attività giornalistica.
La periodizzazione segue da vicino l'evoluzione della tecnologia: infatti le rivoluzioni nel giornalismo sono state causate dalle rivoluzioni tecnologiche e industriali.

## Il XVI secolo
Fino al XV secolo le notizie furono scritte da monaci e da cronachisti.
Con la diffusione nel XVI secolo dei canard e dei "fogli avvisi" veneziani ad uso di mercanti e banchieri, si manifestano i prodromi di una cultura della notizia. Questi fogli aggiornavano i commercianti sui più recenti avvenimenti economici e commerciali e ovviamente sulle guerre in corso.
A Venezia, il primo foglio di notizie apparve nel 1563. Veniva redatto a mano per incarico del governo ed era pubblicato tutti i mesi. Si trattava di un foglio d'informazione ufficiale, contenente notizie sul governo dello Stato e sulle guerre che la Serenissima conduceva nel Mediterraneo. Le notizie erano distinte semplicemente per luogo e per data.

Oltre ad essere distribuito in città (al prezzo di due soldi), alcune copie venivano inviate ai reggitori delle province marittime della Repubblica Veneta. A Venezia, la moneta da due soldi era chiamata la “gaxeta”, così, per traslato, lo stesso nome fu attribuito alla pubblicazione. Nel resto d'Italia divenne “gazzetta”, oltralpe “gazette”. Il termine si diffuse in tutta Europa nel significato di “foglio di notizie”.

## Il XVII secolo
Le prime gazzette a stampa, settimanali e quindicinali, si diffondono all'inizio del Seicento e coesistono a lungo con gli avvisi e i fogli di notizie manoscritti. Come gli avvisi, la maggior parte delle prime gazzette sono senza titolo e solitamente contengono un dettagliato notiziario locale e le notizie dall'estero; hanno il formato dei libri e si compongono di due o quattro pagine.
All'origine della nascita dell'attività giornalistica possono essere individuati due mutamenti che si verificano nel Seicento:
- società più dinamiche (il commercio estero comporta la necessità di conoscere giorno per giorno le variazioni dei prezzi delle merci). I primi giornali realizzati da professionisti contenenti notizie commerciali ed avvisi appaiono nelle Fiandre («Gazzetta di Anversa», «Nieuwe Tijdinghen» dal 1620);
- lo sviluppo del servizio postale, che consente di ricevere notizie a scadenze precise. La posta ha sia la funzione di consegnare le gazzette ai privati, sia quella di consegnare le notizie alle redazioni. Siccome la consegna della posta avviene una volta alla settimana, le prime gazzette del Seicento hanno periodicità settimanale. Quasi tutti i fogli si pubblicavano il sabato[4], qualcuno il mercoledì.

Parallelamente alle gazzette continuarono ad uscire opuscoli su avvenimenti drammatici, come guerre e terremoti. Prendevano il nome di Relazioni ed erano a carattere monografico. Uscivano quando accadevano fatti di straordinaria risonanza, di cui fornivano un resoconto preciso e completo. In Italia le prime Relazioni apparvero in occasione della Guerra turco-veneziana del 1570-1573. In Inghilterra in occasione della guerra civile (1642-1651), che vide lo scontro tra Parlamentaristi e Realisti. In Francia furono pubblicati tra i 4.000 e gli 8.000 libelli nel periodo della Fronda (1648-1653).
L'esercizio della stampa e l'attività giornalistica sono possibili solamente dietro autorizzazione statale. Se la richiesta è esaudita, lo stampatore ottiene il privilegio, che è propriamente il diritto di poter usare uno stemma proprio (la marca tipografica), l'esenzione delle imposte e l'esclusività di stampa e di vendita, nel territorio dello Stato, per un certo numero di anni. Prima di ogni pubblicazione, ogni stampato deve essere visionato: la censura preventiva era presente in tutte le nazioni europee.
Il compilatore e lo stampatore godono di pochissima libertà, anche perché sovente il compilatore è un funzionario o un fiduciario dello Stato.

Il primo quotidiano della storia compare a Lipsia nel 1660: la Einkommende Zeitungen. Sotto la testata appare la dicitura: "Notizie fresche degli affari della guerra e del mondo".

### Galleria d'immagini

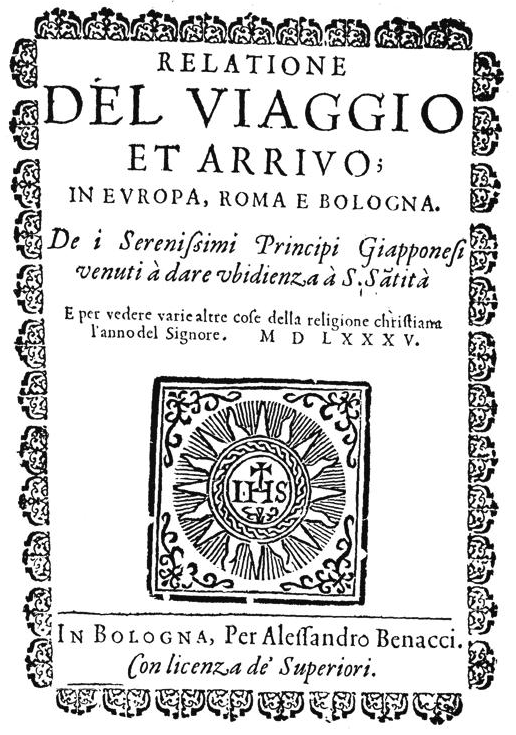
Esempio di Relazione stampata in Italia alla fine del XVI secolo.
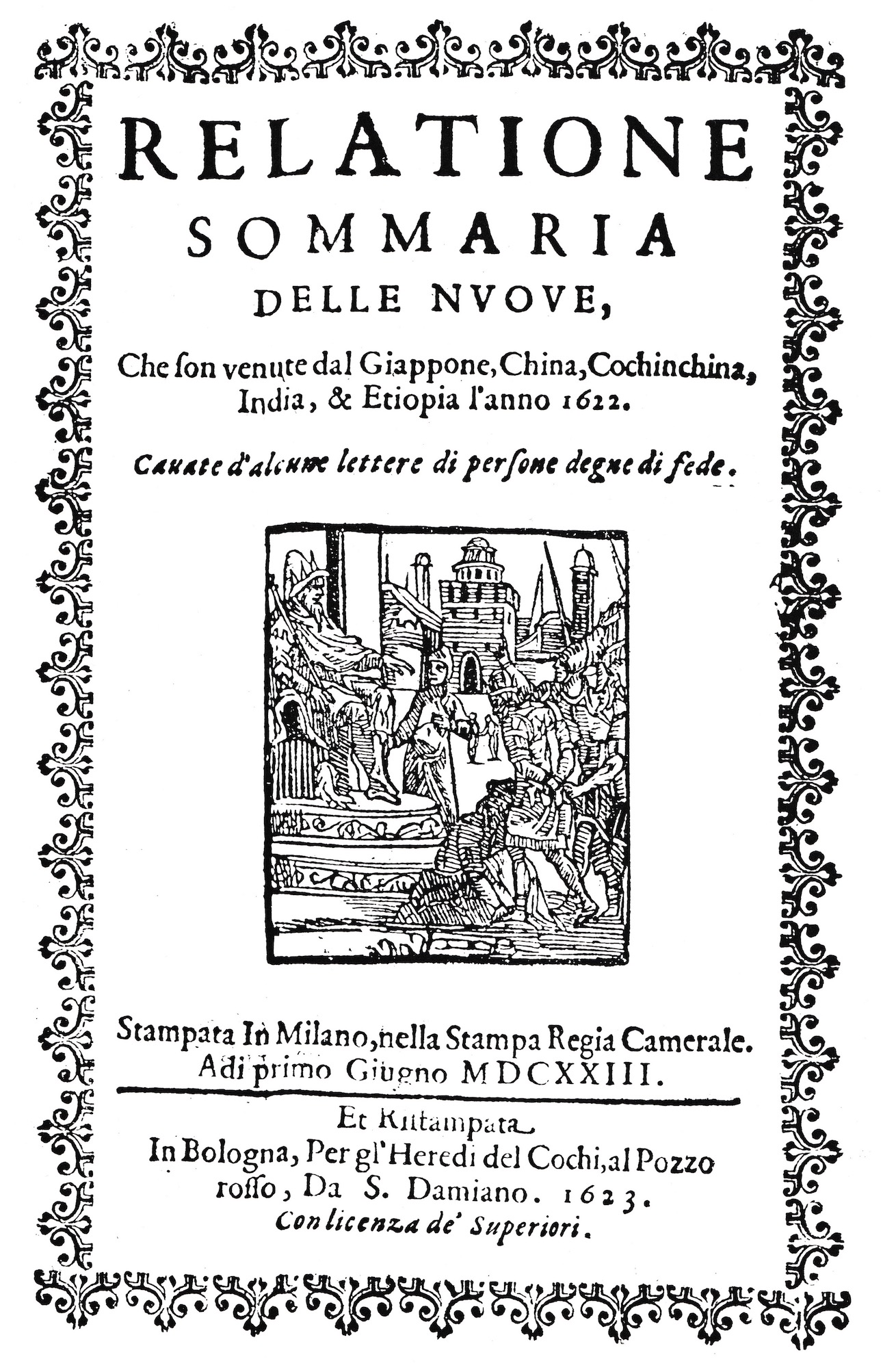
Esempio di Relazione stampata in Italia all'inizio del XVII secolo.
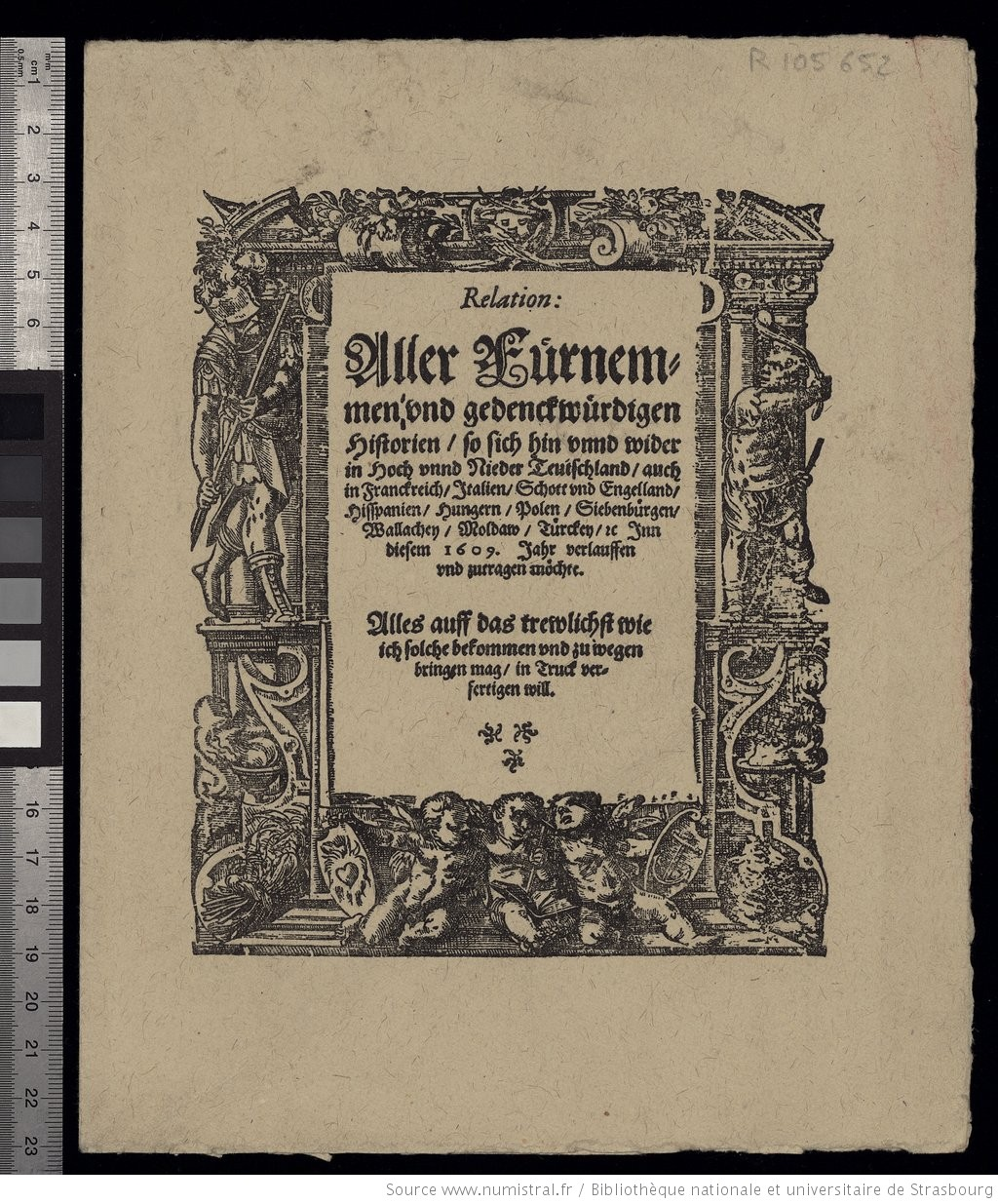
La Relation aller Fürnemmen di Johann Carolus (1609): il primo giornale stampato della storia.
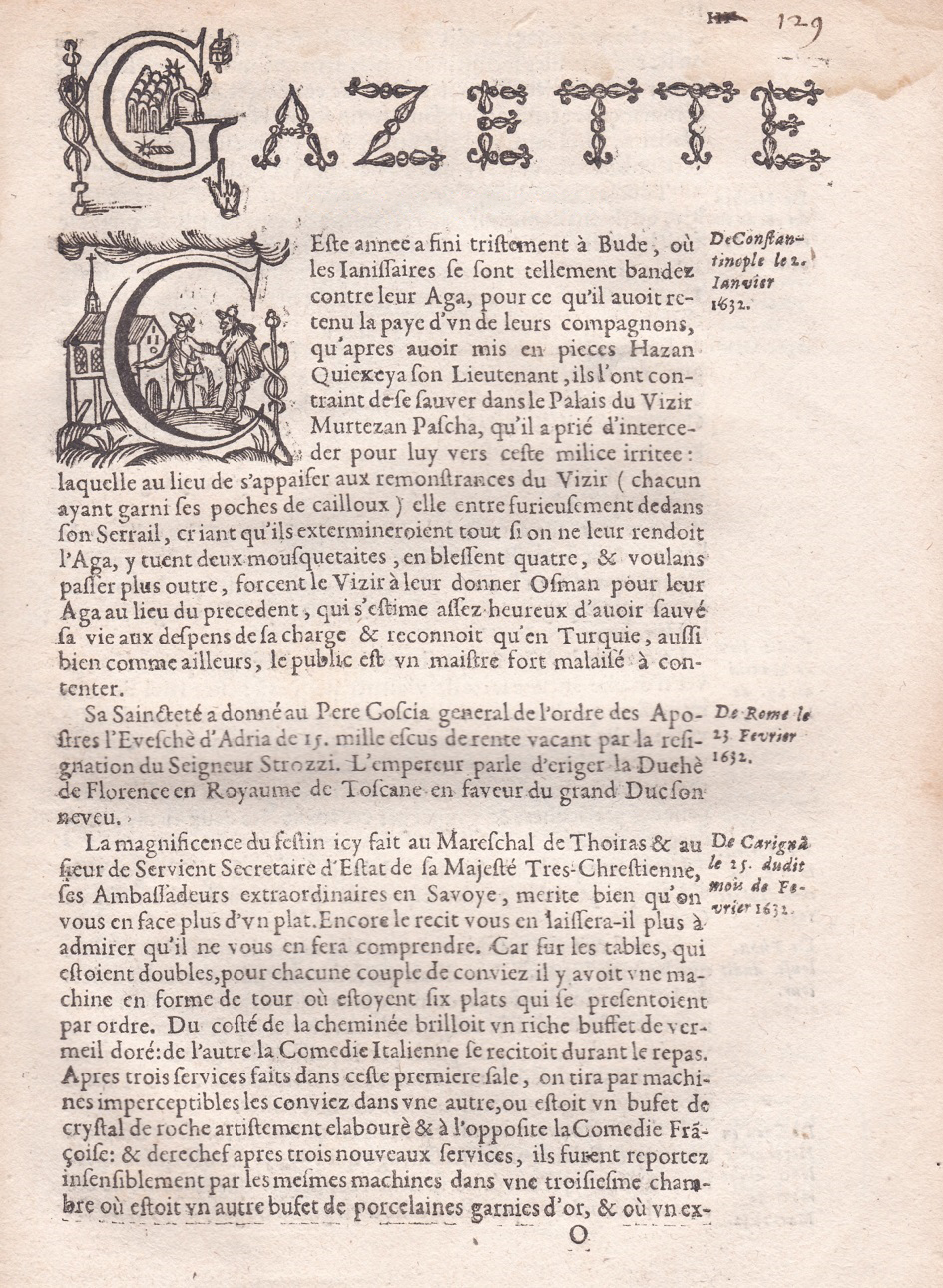
La prima gazzetta stampata in Francia (1632).
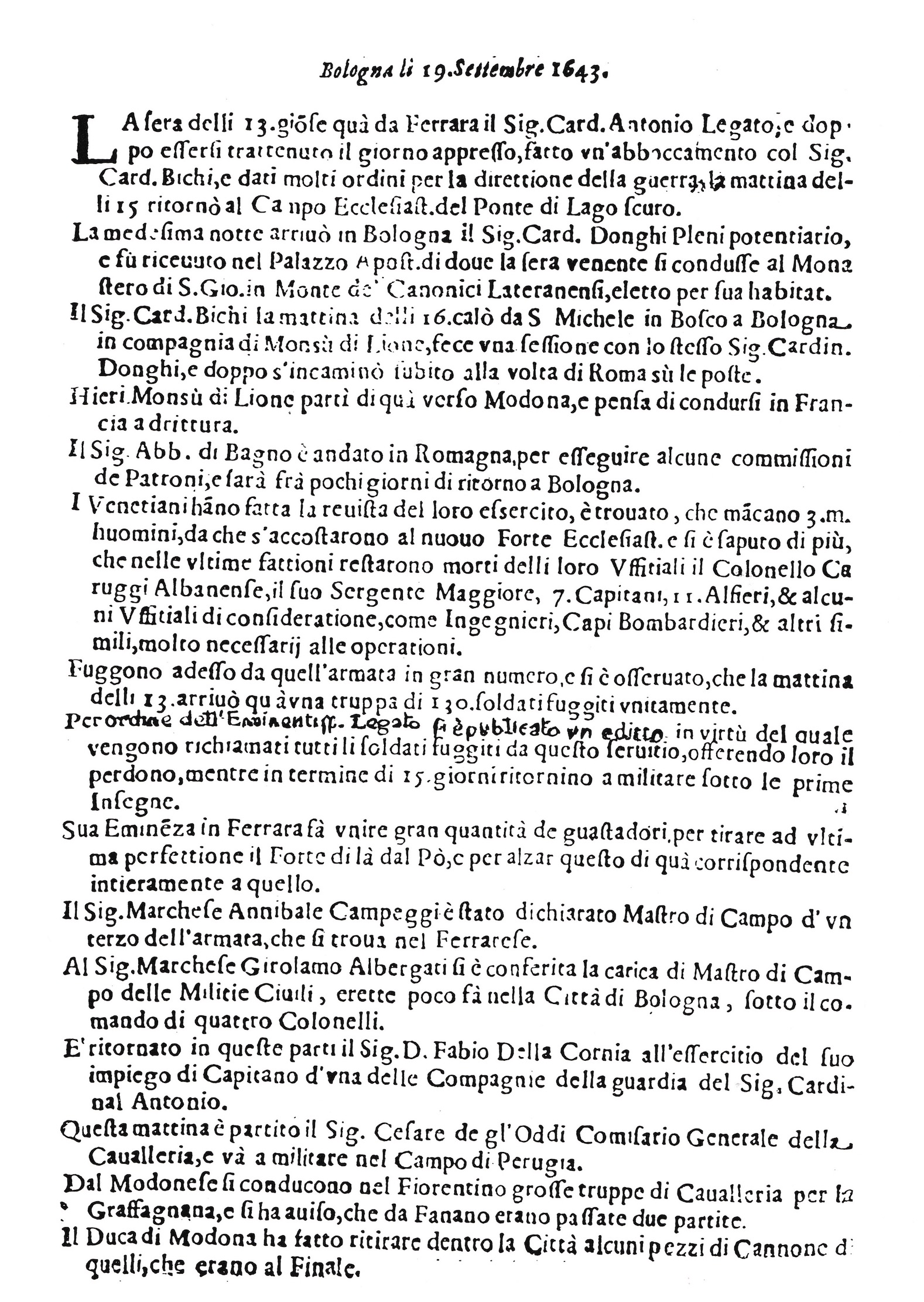
Bologna, una delle prime gazzette apparse in Italia (1643).
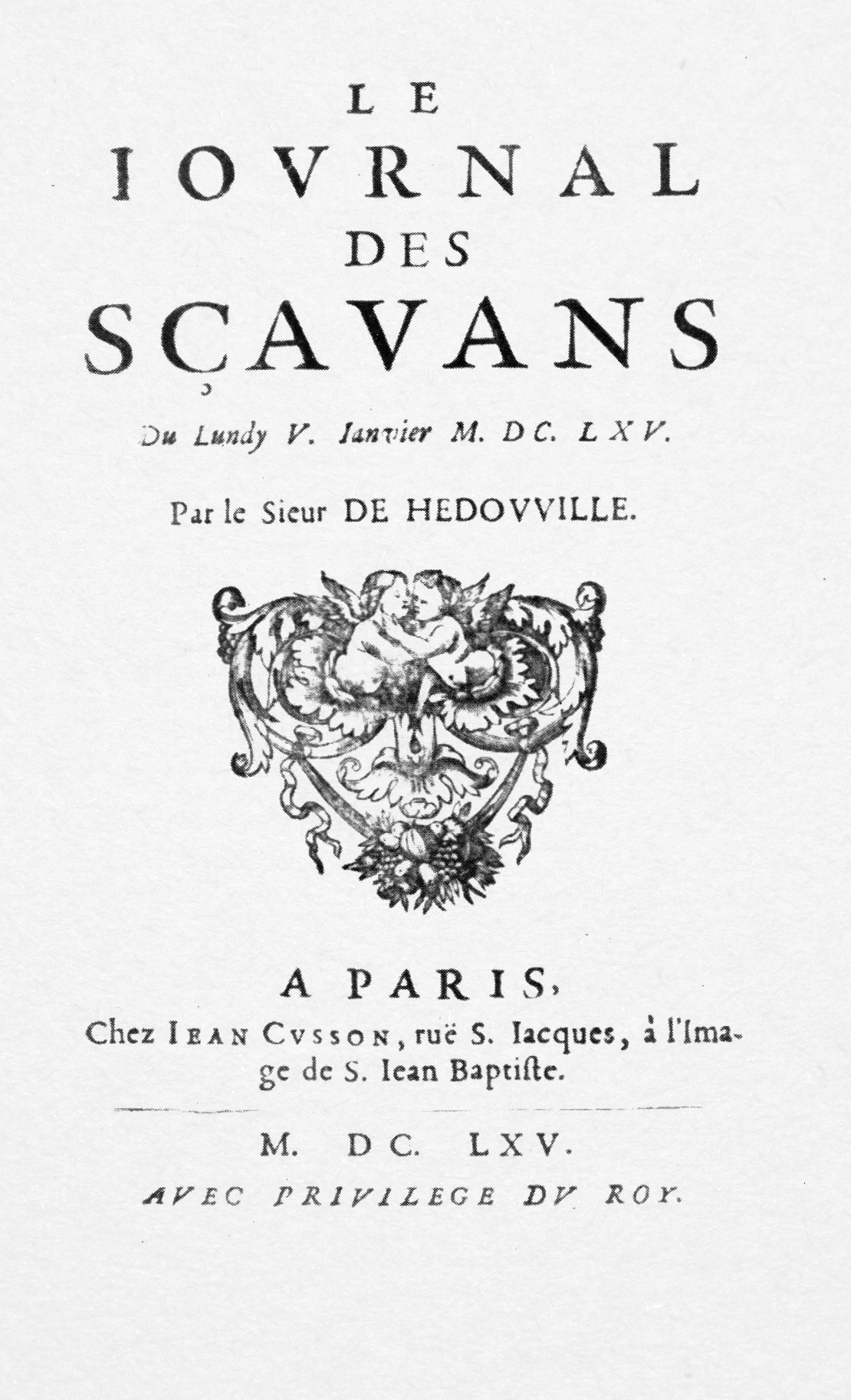
Il «Journal des Sçavants» (Parigi, 1665).
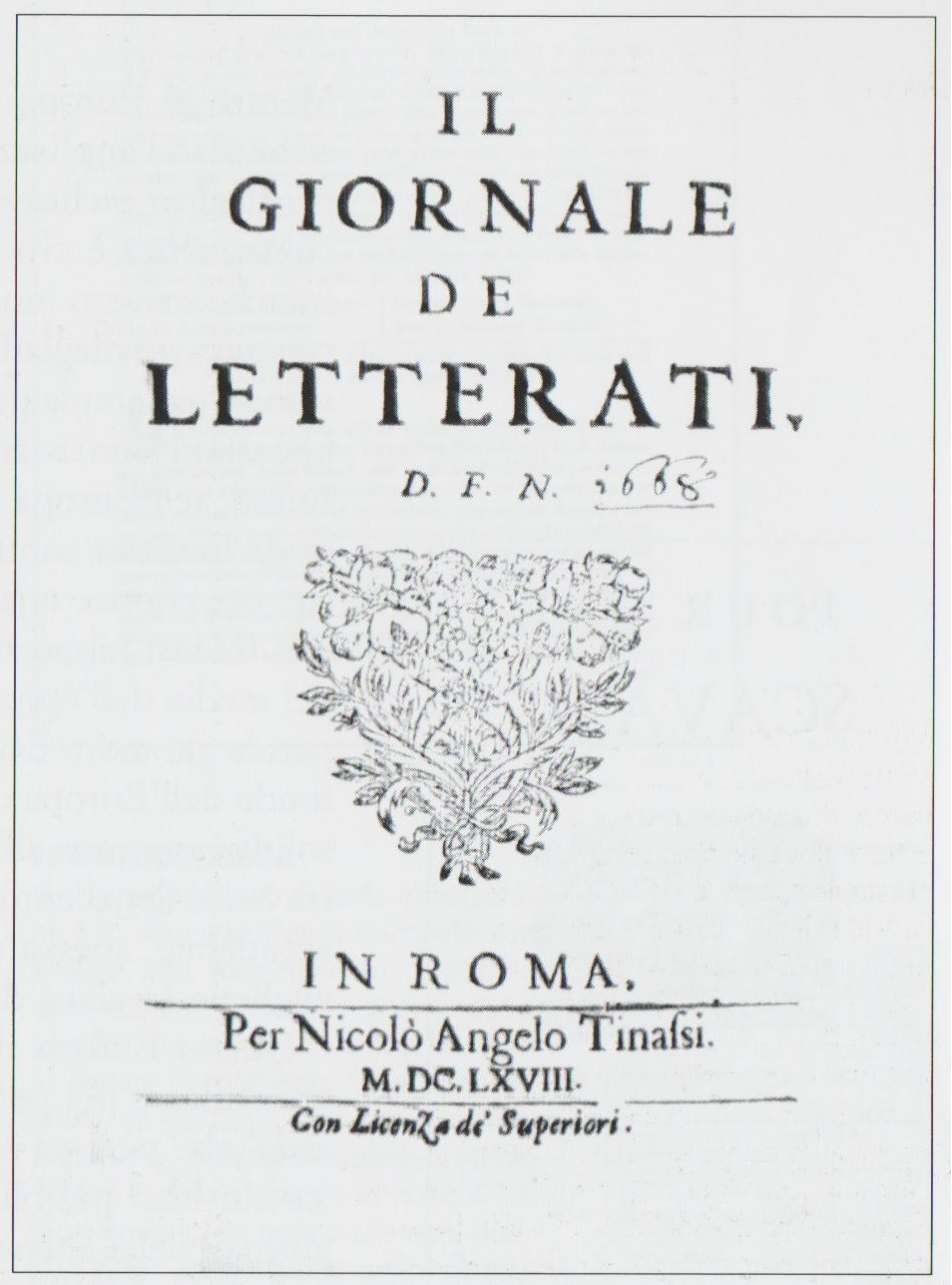
Il «Giornale de' letterati» (Roma, 1668).
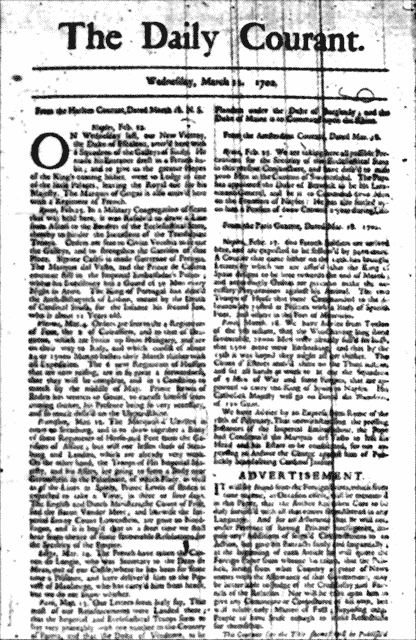
«The Daily Courant», il primo quotidiano britannico (1702).

## Il XVIII secolo
I quotidiani
L'avvento dei quotidiani segna il declino delle gazzette settimanali, che comunque avviene lentamente.
La nazione dove si ha la maggiore diffusione e crescita di importanza della stampa quotidiana è l'Inghilterra. I principali fogli nati in quegli anni sono il Daily Courant (1702-1735), il Daily Post del 1719 e il Daily Journal del 1720. Nel 1731 esistono in Inghilterra 400 giornali. Nel 1737 nasce a Belfast il periodico «News Letter». Pubblicato ininterrottamente fino ad oggi, è il più antico periodico in lingua inglese tuttora esistente.
Sempre in Inghilterra nascono i primi giornali della sera, pubblicazioni trisettimanali dedicate alle zone lontane dalla capitale londinese, e le prime forme di giornalismo leggero, con le pubblicazioni The Tatler e The Spectator diretto da Joseph Addison.
Le riviste culturali
I primi esempi di stampa periodica a carattere non informativo compaiono intorno a metà del Seicento: si tratta soprattutto di pubblicazioni a carattere letterario o scientifico. Esempio è il settimanale Journal des sçavans (poi Journal des Savants), pubblicato a Parigi il 5 gennaio 1665. La formula del giornale letterario verrà poi importata con successo in Italia, con il trimestrale romano Giornale de' Letterati (1668) e il veneziano Giornale de' letterati d'Italia (1710), ma soprattutto con Il Caffè di Pietro Verri del 1764, "casa" degli illuministi italiani.
Le riviste d'attualità
Nel 1731 appare in Inghilterra The Gentleman's Magazine. Da questa pubblicazione periodica è derivato il termine "magazine" per indicare i giornali di informazione leggera.

## Il giornalismo e la rivoluzione industriale
Con la rivoluzione industriale si assiste alla meccanizzazione del ciclo produttivo dei mezzi d'informazione. La maggiore tiratura, a sua volta, stimola la crescita del mercato - e della pubblicità come nuovo mezzo per finanziare i giornali. Durante il XIX secolo il giornalismo conosce un periodo di straordinaria diffusione, in termini sia quantitativi che qualitativi. Grazie al telegrafo i giornalisti riescono a comunicare in poco tempo le notizie alle redazioni. Le redazioni si allargano ed emerge l'esigenza di una figura esperta, incaricata di vagliare i dispacci di agenzia, "passare" i pezzi dei collaboratori e fare i titoli. Nasce la figura del redattore capo. La maggiore industrializzazione, e il conseguente aumento del tenore di vita, si riflette in una maggiore domanda di giornali. Grazie alla rotativa aumenta, in una misura mai conosciuta prima, il quantitativo di pagine stampate. Inoltre, la richiesta di spazio pubblicitario provoca l'aumento della dimensione e del numero delle pagine. Le società editrici assumono una nuova immagine chiamata a soddisfare le richieste dei propri lettori. Alla fine del secolo i giornali diventeranno vere e proprie imprese capitalistiche, soggette alle leggi del mercato e dell'economia.

### Nuovi mezzi di produzione degli stampati

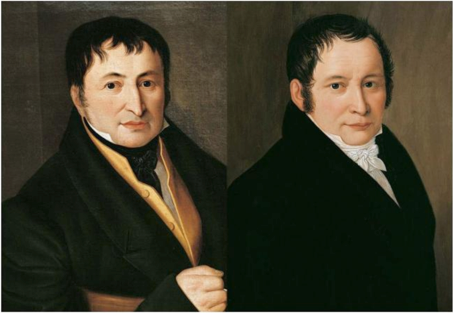
Friedrich König (1774-1833, a sinistra) e Andreas Bauer (1783-1860, a destra), inventori della macchina automatica a vapore per la stampa.

Fino al XIX secolo nessun progresso tecnico era stato sperimentato dai tempi di Gutenberg, nonostante l'interesse del pubblico sia per i libri che per i giornali fosse sensibilmente aumentato. Le principali innovazioni tecnologiche associate alla rivoluzione industriale sono:
- la fabbricazione meccanica della carta. La prima macchina per fabbricare carta è brevettata dal francese Louis Nicolas Robert nel 1798. Fino ad allora i fogli di carta da giornale erano fabbricati a mano. Robert costruisce la "macchina continua", con la quale diviene possibile produrre fogli di carta lunghi fino a 15 metri, premettendo di incrementare notevolmente la velocità di produzione. Il brevetto viene acquisito dai fratelli Fourdrinier, che nel 1803 installano in Inghilterra la nuova invenzione. Rispetto al passato, la produzione di carta passò da 60/100 libbre giornaliere a 1.000 libbre;
- la macchina da stampa a vapore. Fino ad allora le presse da stampa erano azionate dalla mano dell'uomo. La produzione era limitata a 200-300 fogli all'ora, stampati su un solo lato. Nel 1810 il tedesco Friedrich König inventa la prima pressa meccanica. Poco tempo dopo, König e il suo principale collaboratore Andreas Bauer, vengono chiamati a Londra dal fondatore-direttore del «Times», all'epoca il primo quotidiano britannico. Per John Walter II i due realizzano una nuovissima macchina che permette di stampare 1 100 copie/ora (1813). Successivamente perfezioneranno la loro invenzione fino a raggiungere le 2400 copie/ora (1818). Nel 1826 vengono stampati, in Germania, i primi libri a macchina. Nel 1828 l'invenzione di König e Bauer viene perfezionata dagli inglesi Augustus Applegath[11] ed Edward Cowper, che raggiungono la produzione di oltre 4 000 copie/ora;
- la fusione meccanica dei caratteri. Lavorando a mano, si riuscivano a fondere 3-7 000 caratteri all'ora. L'inglese William Church mette a punto un procedimento che permette di fondere da 12.000 a 20.000 lettere/ora;
- l'ottenimento della carta dalla pasta di legno. Il processo tradizionale di produzione della carta utilizzava come materia prima un materiale povero come gli stracci. Si impiegavano stracci di lino, canape, cotone, juta, corde, reti e così via. Nel 1840 il tedesco Friedrich G. Keller idea e realizza un procedimento per produrre carta con il nuovo materiale;
- la rotativa (o macchina a cilindro), brevettata nel 1847 dallo statunitense Richard March Hoe[12]. La pressa va definitivamente in pensione; è sostituita dalla bobina (un nastro continuo di carta), introdotta nel 1865 da William Bullock. Un ulteriore perfezionamento, apportato dal francese Auguste Hippolyte Marinoni nel 1866 e nel 1872, permette la stampa simultanea da ambo le parti. La macchina porge a se stessa la carta, stampa contemporaneamente su recto e verso, taglia la carta in fogli, poi li incolla, li piega e li deposita in mucchi di 50 o 100 copie. Nel corso di un'ora può stampare fino a 96 000 copie di giornali di 10, 12 e 16 pagine. Rispetto al passato i volumi sono raddoppiati: la produzione raggiunge le 8 000 copie all'ora;
- la linotipia (dall'inglese line o' type, letteralmente "linea di caratteri"), che comporta il passaggio dalla composizione tipografica manuale in favore della composizione meccanica. Prima dell'invenzione della linotipia, nessun giornale aveva più di otto pagine, in quanto la composizione manuale di una pagina richiedeva ore di lavoro. Il vecchio compositoio era costituito da una barra di legno, con castello pure di legno. Solo nella seconda metà del Settecento in Francia era stata adottata la barra di ferro. La macchina linotype fondeva intere stringhe di caratteri su un blocchetto unico, accelerando notevolmente i tempi di produzione. Fu inventata negli Stati Uniti da Ottmar Mergenthaler; la prima linotype fu installata nel 1886 nella tipografia del New York Tribune. In Europa il primato spetta all'inglese «Times» (1890).

### Nuovi mezzi di trasporto
La diligenza trainata da cavalli, il mezzo di trasporto universalmente utilizzato, necessita di frequenti cambi di cavalli. Le velocità medie più alte sono circa 15 km/ora in Inghilterra e nella Pianura padana.
È il treno a mutare radicalmente lo scenario del trasporto. Già negli anni trenta del XIX secolo le locomotive superano la velocità del trasporto animale, che fino ad allora era sembrata immutabile.

### La produzione di notizie in serie
Il bisogno d'informazione cresce. Nasce l'esigenza, da parte delle redazioni, di avere un ammontare quotidiano fisso di notizie, in modo da riempire sempre le pagine e di non perdere nessuna notizia importante. A questo scopo nascono le agenzie di notizie. La prima è fondata nel 1835 a Parigi da Charles-Louis Havas. Havas lavora nella sala di un albergo situato nel quartiere della Borsa, ed è qui che la sua agenzia inizia ad operare, sotto il nome di Bureau Havas. Il tedesco Bernhard Wolff, dopo aver fatto esperienza con Havas, fonda la prima agenzia tedesca a Berlino (Wolffs Telegraphisches Bureau, 1849); Paul Julius Reuter, un altro collega di Wolff a Parigi, dà vita al Reuter Telegraphic Office a Londra. Nell'America del Nord dal 1848 più giornali newyorchesi convergono in un'unica associazione dando vita nel 1857 alla New York Associated Press. Dopo altre fusioni nasce la prima agenzia degli Stati Uniti, la Associated Press.

La brevità dei dispacci delle agenzie, costrette dagli elevati costi di trasmissione ad inviare comunicazioni sommarie, influisce sul linguaggio dei giornali. La prosa giornalistica subisce un netto cambiamento, diventando più funzionale e meno letteraria. Perde peso l'autorialità a vantaggio della standardizzazione del linguaggio. Ne risulta una prosa narrativamente povera e dalle spiccate caratteristiche informative.
La Guerra di Crimea (1853-1856) è il primo conflitto che viene seguito da giornalisti inviati sul posto. In Crimea sbarcano i primi corrispondenti di guerra (William Howard Russell per l'inglese «Times») e i primi fotografi di guerra (Roger Fenton dell'«Illustrated News»).

### Nuovi strumenti di trasmissione dell'informazione

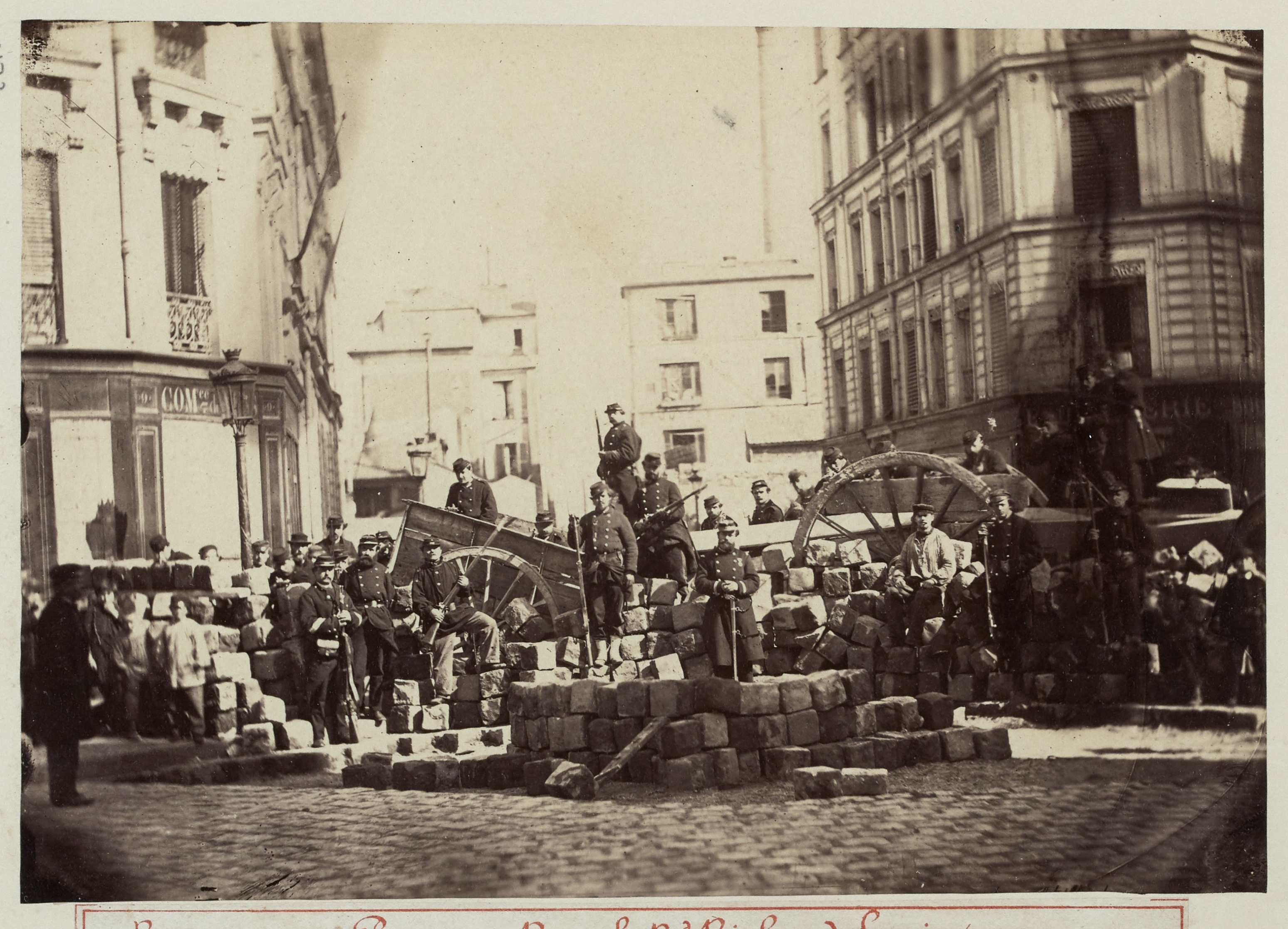
Parigi, Barricata del Passaggio Raoul, Boulevard Richard-Lenoir, 18 marzo 1871. Questa immagine, di un fotografo anonimo, è considerata l'atto di nascita del fotogiornalismo.

Nella prima metà del XIX secolo il servizio maggiormente utilizzato per spedire lettere e messaggi in genere era la posta. Non si disdegnava l'uso del piccione viaggiatore, che era in grado di coprire la distanza tra Londra e Parigi (380 km) in 6-7 ore.
Nel 1841 Samuel Morse inventò il telegrafo. La macchina era in grado di trasmettere circa 30 parole al minuto. I primi paesi a sviluppare una rete telegrafica nazionale furono la Gran Bretagna (6.400 km nel 1852), la Francia e gli Stati Uniti d'America (a partire dalla costa orientale). Il collegamento tra Gran Bretagna e terraferma avvenne nel 1858; Pochi anni dopo si riuscirono a collegare, tramite cavi sottomarini, l'Inghilterra e l'America del Nord: nel 1866 fu posato il primo cavo telegrafico transoceanico operativo.
Nel 1874 venne introdotto il sistema Baudot, tramite il quale la velocità di trasmissione salì da 30 a 100 parole al minuto. L'estensione e il perfezionamento di questo sistema consentì la nascita del telex, ossia della telescrivente, che diventò indispensabile in ogni redazione. Attraverso il telegrafo poterono essere stampate differenti edizioni dello stesso quotidiano, a migliaia di km l'una dall'altra. Il primo fu il New York Herald, che nel 1887 allestì una redazione a Parigi dotandola di servizio telegrafico diretto con la redazione newyorchese. Il Paris Herald pubblicò notizie fresche dagli Stati Uniti per il pubblico europeo. Il proprietario del londinese «Daily Mail» utilizzò il telegrafo in modo diverso, ossia per comporre una versione identica dello stesso quotidiano a centinaia di km di distanza, a Manchester. La notte, tra le due redazioni, viaggiavano qualcosa come 400.000 caratteri via telegrafo.
La rapidità nella trasmissione delle informazioni fu alla base della nascita di nuove professioni, come lo stenografo e, dopo la diffusione della macchina da scrivere, del dattilografo. Un nuovo impulso alla dettatura veloce delle notizie fu dato dal telefono, che si diffuse, in America ed in Europa, a partire dal 1880.
Se i quotidiani seppero subito utilizzare convenientemente le soluzioni produttive approntate dall'industria, i periodici continuarono a cercare un loro formato ideale ancora per altri decenni. Nella seconda metà del XIX secolo avvenne un vero e proprio salto di qualità di tale segmento.
La "quadratura del cerchio" venne ottenuta riuscendo a far convivere, nella stessa pagina, testo e immagini. Per tutta la prima metà del secolo, le immagini erano ottenute tramite incisione su legno e su pietra (litografia). Il rapporto con il testo necessitò di molti e continui aggiustamenti (tra i punti critici: dimensione del carattere, suddivisione della pagina in una o più colonne).
I periodici riuscirono a differenziarsi dai quotidiani anche nella pubblicità: mentre questi ultimi pubblicavano inserzioni formate da solo testo, sui periodici uscirono comunicati commerciali con illustrazioni.
All'Examiner, un quotidiano di San Francisco (Stati Uniti), diretto da William Hearst, lavorò la giovane Winifred Black, una delle prime giornaliste donna a diventare famosa.

## Il XX secolo e l'avvento dei nuovi media
L'espressione "nuovi media", usata a partire dagli anni sessanta, indica l'insieme delle tecnologie della comunicazione, diversificate e in continua espansione. Le principali caratteristiche dei nuovi media sono le seguenti: l'interconnettività, l'accessibilità a singoli utenti (sia come emittenti che come riceventi), l'interattività, la molteplicità di impiego, l'ubiquità e la delocalizzazione. Con le nuove tecnologie è nato il giornalismo partecipativo, una forma di giornalismo non professionale ma che vanta alcuni punti di forza, come la vicinanza ai fatti e l'indipendenza. Il giornalismo partecipativo può essere definito «un giornalismo indipendente dalle logiche commerciali, disinteressato, partigiano, civile. Una generazione sempre più numerosa di cittadina mediattivi, autonoma, formata e indipendente modifica la maniera di ricevere informazione e si attiva per renderla bidirezionale senza sudditanza verso i broadcast. Riceve da molte fonti, emette verso altre, commentando nei siti. Un giornalismo condiviso della conoscenza contro la banalizzazione della complessità voluta dal "pensiero unico"».
Oltre al giornalismo partecipativo, un altro esempio di informazione indipendente è rappresentato dal blog. Nati spontaneamente (il primo blog fu creato in California da uno studente universitario che scriveva commenti sugli avvenimenti del giorno) i blog sono oggi tra i mezzi di comunicazione preferiti dal pubblico. I principali elementi di forza di un blog possono essere così sintetizzati: gratuità della produzione informativa, la non rispondenza a una linea editoriale, il patrimonio fiduciario instaurato con i propri lettori.

## Il giornalismo nell'era digitale
Il 1994 è ricordato come l'inizio del boom del World wide web e dell'inizio dell'era delle reti digitali. Da quell'anno, il frenetico susseguirsi di accordi sugli standard per nuove tecnologie di telecomunicazione, dalla fibra ottica con protocolli a larghissima banda ai satelliti, alle reti a larga banda via etere e così via hanno mutato i confini dell'informazione. Internet ha rivoluzionato il mercato della comunicazione divenendo un nuovo canale che minaccia i giornali e la carta stampata, perché se l'informazione corre sempre più sul web, quella su carta stampata perde colpi; nel senso che i maggiori quotidiani e periodici nazionali sono in grande difficoltà. La loro diffusione è in calo. In questo quadro, la rete la fa sempre più da padrona: gli investimenti sul web aumentano, così come aumentano le aziende che si rivolgono a internet per la loro pubblicità. I giornali devono mantenere la loro funzione in un mercato dove la presenza dell'informazione online è sempre più massiccia.
Il giornalismo on-line nasce negli Stati Uniti nel 1992, quando alcune piccole testate giornalistiche decidono di sperimentare il giornalismo sul web per avere maggiore visibilità. I giornali principali arrivano sulla rete nel 1993, non riscuotendo però successo: la versione on-line, a pagamento, era sostanzialmente la copia della versione stampata. In pochi pagarono per qualcosa che, al solito prezzo, potevano avere in un formato più conosciuto. La prima piccola testata giornalistica a pubblicare sul web è la «San Jose Mercury News», nel 1993. In Italia, la prima testata ad entrare in rete fu «L'Unione Sarda», nel 1994. Paolo Liguori ha affermato che "Internet è un mezzo d'informazione all'avanguardia rispetto agli altri, poiché aggiorna in tempo reale senza confini di spazio e di tempo. Internet sarà non solo un mezzo di distribuzione dell'informazione e della comunicazione, ma un grande "pentolone" nel quale si cucinerà l'informazione multimediale". Ed ha aggiunto: oltre che su Internet, "l'informazione multimediale andrà in televisione e sulla telefonia mobile, che è l'informazione del futuro perché il digitale è un programma talmente esteso che consente di passare da una piattaforma all'altra senza blocchi o ostacoli”. Secondo l'amministratore delegato del Sole 24 ore, Claudio Calabi, "La rapidissima evoluzione del mercato impone nuovi modelli organizzativi".
Com'è stato autorevolmente affermato, "Il potere della Rete è saldamente in mano ai "padroni del cavo e del satellite", cioè all'industria delle telecomunicazioni. Internet, e tutti i nuovi media telematici e multimediali, propongono un ventaglio di scenari che vedono direttamente e significativamente coinvolti i giornalisti per le possibili conseguenze - in positivo e in negativo - su livelli di professionalità, metodi di lavoro e occupazione. Il giornale cartaceo e quello digitale hanno caratteristiche, potenzialità e pubblico del tutto diversi, al punto che si può parlare di due prodotti totalmente differenti.
Il primo è un prodotto perfetto, finito, che mantiene prevalente il concetto di mediazione, vede in primo piano il ruolo delle scelte del giornalista, lascia ampio spazio al linguaggio della grafica, con delega al "giornalista-mediatore" di proporre la "sua" classifica delle notizie. Il secondo è un prodotto aperto, perennemente in lavorazione, ha per fulcro l'organizzazione, si incentra sulle scelte del lettore, dispone dell'intero patrimonio multimediale: immagini a colori statiche o in movimento, suoni, ipermedialità, interazione, possibilità di organizzazione e filtraggio dei testi, e la classifica delle notizie la fa il lettore.
Il giornalista, che fino a ieri aveva avuto essenzialmente un ruolo di ricerca, di scelta e di mediazione delle notizie, ha oggi la possibilità di mutarsi - online - e di ritagliarsi un nuovo ruolo nell'organizzazione dell'informazione, nella ricerca e nell'assemblaggio di informazioni difficili da raggiungere in tempi rapidi e, infine, nella gestione del dialogo col lettore. Il suo ruolo si rovescia: non più l'offerta di un servizio giornalistico alla rete, bensì offerta dell'informazione della rete al suo lettore, al cittadino della sua area diffusionale."